# Alexandre Kouznetsov (acteur)
Pour les articles homonymes, voir Alexandre Kouznetsov.
Aleksandr Kuznetsov (en russe : Александр Александрович Кузнецов), né le 22 juillet 1992 à Sébastopol, est un acteur et metteur en scène russo-ukrainien. 
Il se fait connaître grâce au film Leto de Kirill Serebrennikov, sorti en 2018, ainsi que par son rôle récurrent de la série Better than Us (2019).

## Biographie
Alexandre Kouznetsov est né le 22 juillet 1992 à Sébastopol.
En 2011, il déménage à Moscou où il entre à l'Académie russe des arts du théâtre, dont il ressort en 2015,,.
Il est surtout connu pour ses rôles dans Rage (The Scythian) réalisé par Rustam Mosafir, Leto réalisé par Kirill Serebrennikov et Acid réalisé par Alexandre Gortchiline.
À l'été 2019, il tourne dans le long métrage Mon légionnaire de Rachel Lang.
En 2021, il apparaît dans la série danoise Kamikaze pour HBO.
En février 2022, Kouznetsov signe une lettre ouverte de l'Union cinématographique contre l'invasion de l'Ukraine par la Russie. En septembre 2022, il quitte la Russie et s'installe en Grande-Bretagne.

## Filmographie

### Cinéma
- 2015 : Le Syndrome de Petrouchka (Sindrom Petrouchki) d' Elena Hazanova : Piotr jeune
- 2018 : Leto de Kirill Serebrennikov : Le septique
- 2018 : Rage (Skif) de Roustam Mosafir : Martre
- 2018 : Spitak d'Alexandre Kott : Viktor
- 2018 : Acide (Kislota) d'Alexandre Gortchiline : Petia
- 2018 : Why Don't You Just Die! (Papa, sdokhni) de Kirill Sokolov : Matvey
- 2019 : Leaving Afghanistan (Bratstvo) de Pavel Lounguine : Laryok alias Stall
- 2019 : La Grande Poésie (Bolshaya poesia) d'Alexandre Lounguine : Viktor[9]
- 2019 : Lyubi ikh vsekh de Maria Agranovitch : Dima
- 2019 : L'Orage (ru) (Гроза) de Grigori Konstantinopolski : Vania Koudrich
- 2019 : Kotyol d'Eva Bass : Sava[10]
- 2021 : Mon légionnaire de Rachel Lang : Vlad [11]
- 2022 : Les Animaux fantastiques : Les Secrets de Dumbledore (Fantastic Beasts : The Secrets of Dumbledore) de David Yates : Helmut [12]
- 2025 : Heads of State d'Ilia Naïchouller

#### Courts métrages
- 2017 : Leo i Uragan de Pavel Emelin : Puss
- 2017 : Dogmeat de Kseniya Tischenko : Valyok
- 2019 : Papa d'Aliona Styrikovich : L'homme
- 2019 : Mesto! d'Andreï Valdberg : Konstantin (court métrage)

### Télévision

#### Séries télévisées
- 2014 : Les Démons (Бесы) de Vladimir Khotinenko : Un lycéen
- 2018 : Le Dernier Afghan de Sergueï Oursouliak : Jan Suchilin
- 2018 : De l'autre côté de la mort : Un voleur
- 2018 - 2019 : Better than Us (Luchshe, chem lyudi) : Bars
- 2019 : BiKheppi : Un psychologue
- 2019 - 2021 : Soderzhanki : Kirill Somov
- 2021 : Kamikaze : Krysztof

## Distinctions

### Récompenses
- 2018 : Festival international du film de Sukhum : meilleur acteur pour le rôle dans Dogmeat[13].
- 2018 : The Angela Award pour Acid[14].
- 2019 : Lauréat du prix annuel Advance Award du magazine KinoReporter dans le cadre du Festival international du film de Moscou[15].
- 2019 : Lauréat du prix spécial Chopard Talent Award dans le cadre du Festival international du film de Moscou[16].
- 2019 : Kinotavr 2019 ; meilleur acteur pour le rôle dans Bolshaya poesia[17].